# تربيق

بديل لنموذج تربيقي في عظم الفخذ يبين الضغط الميكانيكي

إن الحويجز أو التربيق (الجمع ترابيق، مشتقة من الكلمة اللاتينية التي تعني "حزمة صغيرة") أو عَوارضٌ هو عنصر نسيج صغير، وعادةً ما يكون مجهريًا، في شكل جائز أو دعامة أو قضيب صغير، يقوم عمومًا بوظيفة ميكانيكية، وعادة ما يتكون من نسيج كثيف من الكولاجين (مثل ترابيق الطحال.) وقد تتكون الترابيق من مواد أخرى، ففي القلب، على سبيل المثال، تُكون العضلات مثل الترابيق اللحمية القلبية والتربيق الحافوي الحاجزي تركيبات مشابهة. ويطلق على عملية تكون التربيق اسم تربق.
على قطاع علم الأنسجة، قد تبدو ترابيق العظم الإسفنجي مثل الحاجز، ولكنها تبدو مميزة من الناحية الطوبولوجية في الصور ثلاثية الأبعاد، حيث تبدو الترابيق تقريبًا مثل القضيب أو العمود بينما تبدو الحواجز مثل الصفائح.
عندما يمر التربيق عبر مساحات مليئة بالسوائل، يكون للتربيق وظيفة مقاومة الشد (كما هو الحال في القضيب، فانظر مثلاً ترابيق الأجسام الكهفي] وترابيق الأجسام الإسفنجية) أو يقوم التربيق بوظيفة مرشح الخلايا (كما هو الحال في الشبكة التربيقية في العين.)
إن وجود العديد من الثقوب في الحاجز قد يختزله ليصبح مجموعة من الترابيق، مثلما يحدث في جدران بعض الأسناخ الرئوية في النفاخ الرئوي.

## أصل الكلمة
صيغة التصغير للكلمة اللاتينية trabs والتي تعني حزمة أو قضيب. في القرن التاسع عشر، أصبحت الكلمة المستحدثة trabeculum (تربيق) (وجمعها trabecula (ترابيق) أكثر شيوعًا، ولكنها أقل انضباطًا من ناحية علم أصل الكلمة. Trabeculum استخدمت في بعض الدول كمرادف لـ الشبكة التربيقية في العين، ولكن يمكن اعتبار هذا الاستخدام ضعيفًا من حيث كل من أصل الكلمة ودقة الوصف.

## أمثلة
- ترابيق الأجسام الكهفية للقضيب [الإنجليزية]
- ترابيق الأجسام الإسنفجية للقضيب [الإنجليزية]
- ترابيق عنكبوتية [الإنجليزية]
- ترابيق لحمية
- ترابيق القحف [الإنجليزية]
- ترابيق الطحال [الإنجليزية]
- ترابيق العظم (عظم إسفنجي)